# Ликоподиелла заливаемая
Плауно́к залива́емый, или Ликоподие́лла заливаемая (лат. Lycopodiélla inundáta), — многолетнее растение, вид рода Плаунок семейства Плауновые (Lycopodiaceae).

## Морфология

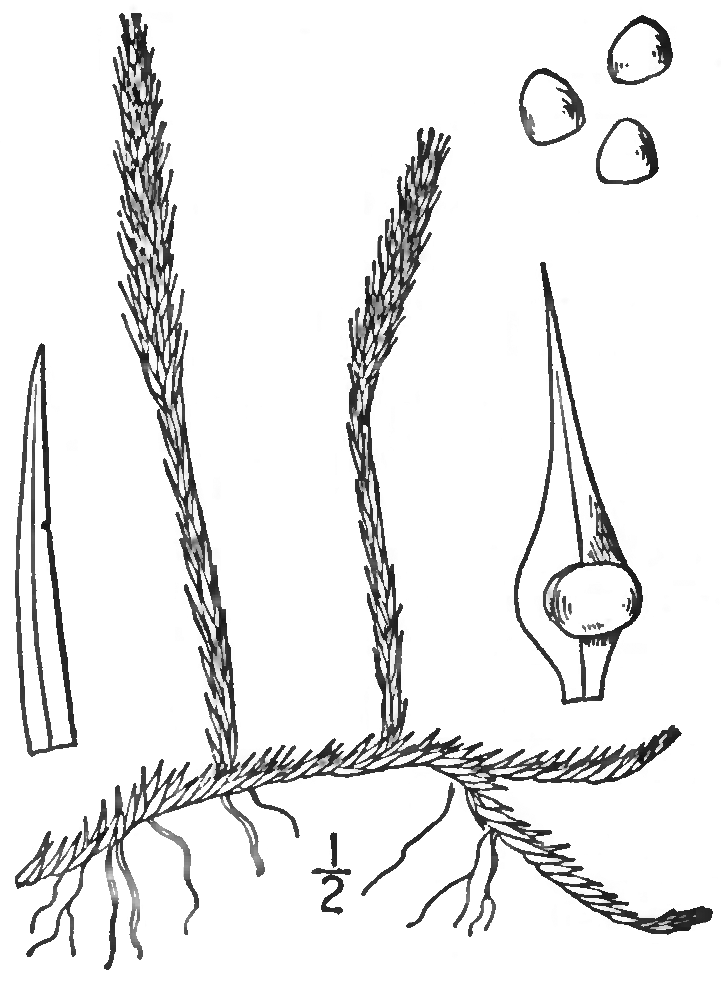
Ботаническая иллюстрация из книги Н. Бриттона и А. Брауна An Illustrated Flora of the Northern United States, Canada and the British Possessions, 1913

Гемикриптофит. Многолетнее травянистое растение 2—10 см высотой.
Стебель ползучий, дихотомически-ветвистый до 15 см длиной, 0,5—1 мм шириной, густо покрыт линейно-шиловидными листьями-микрофиламентами. Листья 5—8 мм длиной, узко-ланцетные, острые, цельнокрайние, при основании серповидно-изогнутые, повёрнуты в одну сторону. Стебель часто укореняющийся в узлах. Вегетативные побеги густо покрыты листьями.
Спороносные ветви короткие, не ветвящиеся, нечётко отграничены от стебля, на верхушках имеют длинные стробилы (1—3 см) без ножки, листья на них направлены вверх или почти горизонтально отклонены, с одним зубчиком до 0,5 мм длиной, размещённые реже. Споры светло-жёлтые. Спороносит в июле — сентябре. Размножается спорами и вегетативно.

## Распространение и среда обитания
Голарктический вид, распространён в Северной Америке, Европе, Японии, Западном Закавказье.
В России встречается на песчаных отмелях, болотистых лугах, сфагновых болотах, во мшистых хвойных лесах в европейской части (Карело-Мурманский, Ладожско-Ильменский, Верхне-Волжский, Волжско-Камский, Волжско-Донской, Причерноморский флористические районы), в Западной (Обский флористический район) и Восточной Сибири (юго-запад Даурского флористического района).
На Украине произрастает на Карпатах и в Полесье во влажных лесах, по террасам рек лесостепи и степи, в Волынской, Ровенской, Житомирской, Киевской, Черниговской, Закарпатской, Хмельницкой, Черкасской, Днепропетровской, Полтавской, Херсонской, Луганской, Николаевской, Харьковской областях.
Мезофит. Растёт в несвойственных для плауновых условиях (торфяные болота, заболоченные луга, влажные пески, колеи дорог, карьеры). Немногочисленные популяции представлены небольшими группами. Популяциям присущи признаки пульсирующих. Отдельные популяции имеют высокую плотность до 24 особей на 1 м², выступая доминантами в фитоценозах. Нарушение почвенного покрова приводит к значительному расширению популяции, восстановление же растительного покрова значительно уменьшает численность вида.

## Охранный статус
Природоохранный статус плаунка заливаемого — уязвим. Научное значение вида: редкий исчезающий вид. Причинами изменения численности выступают осушение болот, освоение речных террас, изменение гидрологического режима рек и болот.
Требует целенаправленного поиска и описания уцелевших местоположений в лесостепи и степи; создание природно-заповедных территорий. На Украине растение охраняют в Полесском, Ровенском и Черемском заповедниках; в национальных парках: Шацком, «Припять-Стоход», «Синевир», «Святые горы». Ради сохранения вида запрещены все виды гидромелиоративных работ, торфоразработка.
Сведений о размножения и разведения в специально созданных условиях нет.

## Хозяйственное значение и применение
Имеет хозяйственное и коммерческое значение как лекарственное растение.
Споры употребляют так же, как споры плауна булавовидного.